# Буслаев, Пётр
Пётр Бусла́ев — дьякон московского Успенского собора, впоследствии живший бельцем. Известен своей поэмой, написанной довольно недурными, по своему времени, стихами, которые вызвали в «Ежемесячных сочинениях» академии наук 1755 года восторженный отзыв Тредьяковского.

## Биография
Родился в XVIII веке в семье священника. Года рождения и смерти его неизвестны.
В 1720-х годах окончил Славяно-греко-латинскую академию, был посвящён в диаконы и определен в московский Успенский собор. Когда Буслаев лишился жены, он сложил с себя духовный сан.
Поэтический дар Буслаева обнаружился ещё в бытность его в академии, но известность он приобрел себе поэмой, которую написал силлабическими стихами на смерть баронессы Марьи Яковлевны Строгановой. Эта книга была издана в Петербурге в 1734 году в 2 частях, под заглавием «Умозрительство душевное, описанное стихами, о переселении в вечную жизнь превосходительной баронессы Строгановой» и заняла место в ряду библиографических редкостей.